# 야율순
북요 선종 효장황제 야율순(北遼 宣宗 孝章皇帝 耶律淳, 1063년 ~ 1122년)은 북요의 초대 황제(1122년 3월 13일 ~ 6월)이자 요나라의 황족으로 흥종(興宗)의 손자이다.
원래 도종(道宗)은 그의 조카였던 야율순을 황태자로 삼으려고 했다. 그러나 신하들의 견제를 받아 그 대신 천조제가 대신 황태자가 되었다.
그는 진진국왕(秦晉國王)에 여러 차례 보내졌으며 도원수(都元帥)를 지내기도 했다.
1122년 3월 7일 천조제가 금나라의 태조(太祖) 원황제(元皇帝) 완안아골타에게 대패하여 달아나자 1주일 뒤인 3월 13일 야율대석(耶律大石)에 의해 옹립되어 북요(北遼)의 초대 황제가 되었으며 연호는 천복(天福)이라 했다.
그러나 얼마 못가서 병사하고 만다. 시호는 효장황제(孝章皇帝)이며 묘호는 선종(宣宗)이다. 존호는 천석황제(天錫皇帝)이다.

## 가족
- 조부 : 흥종(遼 興宗, 1016~1055 재위：1031~1054년)
- 조모 : 폐황후 소삼천(廢皇后,蕭三蒨,1031~1032
- 계조모 : 황후 인의황후 소달리(皇后,仁懿皇后,蕭撻里,1035년~1055	? ~1076)